# Fire in the Minds of Men
Fire in the Minds of Men: Origins of the Revolutionary Faith ist ein 1980 erschienenes englischsprachiges Buch des Historikers James H. Billington über Ideengeschichte. Billington analysiert die Ideen, die die europäischen revolutionären Bewegungen von 1700 bis 1900 inspirierten, und ihre Verbreitung.

## Inhalt
Das Buch ist nach Dostojewskis Die Dämonen benannt und versucht, die Leidenschaft für revolutionäre Veränderungen zu untersuchen, die sich ab der Französischen Revolution von 1789 in Mitteleuropa und später in Russland entwickelte. Im Gegensatz zu vielen anderen Geschichten über Revolutionen und Revolutionäre konzentriert sich Billington nicht auf spezifische Ereignisse und die sozialen Ursachen, die zu Revolutionen und Volksaufständen führten. Stattdessen folgt er einem manchmal fast unsichtbaren Faden von aufrührerischen Ideen, die häufig von okkulten Geheimgesellschaften verbreitet wurden, aber alle einen gemeinsamen Ursprung im Motto der Französischen Revolution haben: Freiheit, Gleichheit, Brüderlichkeit („Liberté, égalité, fraternité“). In seiner Ideengeschichte stellt Billington den zweiten und dritten Begriff als Reaktionen auf und Erweiterungen des rudimentäreren (und für Egoismus anfälligen) Freiheitskonzepts dar. Er beschreibt, wie die Idee der Brüderlichkeit von geheimen Gesellschaften wie den Freimaurern übernommen wurde und zu einer aufrührerischen Idee wurde, die zur Pariser Kommune führte, dann aber, was Revolutionen betraf, verschwand und im Nationalismus aufging (bis sie im Deutschland der 1920er Jahre als Nationalsozialismus wieder auftauchte). Stattdessen wurde die Idee der Gleichheit zur Grundlage für Sozialismus bzw. Sozialdemokratie und Kommunismus. Billington vergleicht beide Denkschulen und schließt, dass beide, obwohl sie sich äußerlich entgegengesetzt verhalten, auf ihre eigene Art und Weise (die eine fördert den Individualismus, die andere den Kollektivismus) die gleichen Ziele anstreben, nämlich eine säkulare humanistische Gesellschaft, die sowohl egalitär als auch utilitaristisch ist. Diese beiden Fraktionen wurden von den beiden Denkern Proudhon und Marx gegründet, wobei der erste der sozialistische und säkularistische republikanische (antimonarchistische) Individualist und der zweite der sozialistische anarchistische (kommunistische) Kollektivist war.